# Великий Курень
Великий Курень (укр. Великий Курінь) — село в Любешовской поселковой общине Камень-Каширского района Волынской области Украины.
До 2020 года входило в Любешовский район.
Код КОАТУУ — 0723182801. Население по переписи 2001 года составляет 776 человек. Почтовый индекс — 44210. Телефонный код — 3362. Занимает площадь 970 км².
Название села, по преданию старожилов, пошло от названия «курного» дома, который был сделан первым . Жители сел пользуются услугами фельдшерско-акушерских пунктов, библиотеки, клуба. Действуют Великокуринська, Прохидська общеобразовательные школы, два детских сада.
Среди жителей сел 49 участников Большой Отечественной войны, 5 участников боевых действий, 1 солдатская вдова, два «афгановцы», 3 ликвидаторы аварии на ЧАЭС. Также, село Великий Курень имеет своих героев, защищавших украинский народ, в зоне АТО.
Проложены дороги с твердым покрытием соединяют все деревни автобусным сообщением с районным и областным центрами.
Живут и трудятся в Большом Курени славные, трудолюбивые и добрые люди, которые, наперекор всем невзгодам, с оптимизмом и уверенностью смотрят в завтрашний день.
Существует народный хор «Оргинии», в котором выступают как взрослые так и дети.